# Ángela Loij
Ángela Loij (c. 1900 - morta el 28 de maig de 1974) fou l'última supervivent sang pura dels natius selknam (ones) de Tierra del Fuego.
Els selknam foren delmats per la pèrdua del seu hàbitat, per les malalties europees i el genocidi selknam. Fou estudiada per l'antropòloga Anne Chapman. Loij va néixer a Sara, al nord de Río Grande, on el seu pare treballava com a pastor d'ovelles.